# Multiculti Supermarket
Multiculti Supermarket è un singolo del gruppo musicale italiano Management, pubblicato il 22 aprile 2022 da Garrincha Dischi.
Secondo Luca Romagnoli e Marco Di Nardo, rispettivamente autore del testo e compositore delle musiche, il brano è espressione di una società unicamente fondata sul consumismo, dove «il mercato più florido» e «la merce che si vende con più facilità» sono rappresentati dall'odio. Il brano segna un ritorno al cantautorato di protesta, a seguito di una parentesi più intima e personale intrapresa nei dischi Un incubo stupendo (2017) e Sumo (2019).
Multiculti Supermarket è stato pubblicato come secondo singolo estratto da Ansia capitale (2022), sesto album in studio del Management.

## Tracce
Download digitale
1. Multiculti Supermarket – 3:20

## Classifiche
| Classifica (2022)     | Posizione massima |
| --------------------- | ----------------- |
| Italia (indipendenti) | 40                |